# برهم‌کنش مصرف‌کننده-منبع
برهم‌کنش‌های مصرف‌کننده-منبع (به انگلیسی: Consumer-source interactions) یک از بحث‌های اصلی در زنجیره غذایی بوم‌شناختی یا شبکه‌های غذایی است، و اصطلاحی چتر برای انواع مختلفی از روابط گونه‌های زیستی تخصصی‌تر از جمله طعمه-شکارچی (شکار را ببینید)، میزبان-انگل (انگلی را ببینید)، سیستم‌های گیاه‌خواری (جانوران) و قربانی-بهره‌بردار است. این نوع از روابط توسط بوم‌شناسان جمعیت برای نزدیک به یک سده مورد مطالعه و مدل‌سازی قرار گرفته‌است. گونه‌هایی که در انتهای زنجیره غذایی قرار دارند، مانند جلبک‌ها و سایر خودغذاسازها، منابع غیرزیستی مانند مواد معدنی و مواد مغذی از انواع گوناگون را مصرف می‌کنند و انرژی خود را از نور (فوتون‌ها) یا منابع شیمیایی می‌گیرند. گونه‌های بالاتر در زنجیره غذایی با مصرف گونه‌های دیگر زنده می‌مانند و می‌توانند بر اساس آنچه می‌خورند و شیوهٔ به‌دست آوردن یا یافتن غذای خود طبقه‌بندی می‌شوند.

## طبقه‌بندی انواع مصرف‌کننده

دسته‌بندی مصرف‌کنندگان وین گتز بر اساس مواد خورده‌شده (گیاه: سبز زنده، مرده قهوه‌ای، جانور: زنده قرمز، مرده بنفش، یا ذرات: خاکستری) و استراتژی تغذیه (جمع‌کننده: سایه‌های روشن‌تر، معدنچی: سایه‌های تیره‌تر) است.

### دسته‌بندی گتز
اصطلاحات مختلفی برای تعریف مصرف‌کنندگان با آنچه که می‌خورند به وجود آمده‌است، مانند گوشتخوار، ماهی‌خوار، حشره‌خوار، میوه‌خوار، گیاه‌خواری (جانوران)، دانه‌خوار و همه‌چیزخوار. برای گیاه‌خواران طبقه‌بندی گسترده‌ای از دسته‌های مصرف‌کننده بر اساس فهرستی از رفتارهای تغذیه وجود دارد.

### مصرف‌کننده‌های متخصص (گردآورنده)
- برگ‌خوار
- میوه‌خوار
- قارچ‌خوار
- گوشت‌خوار
- حشره‌خوار
- نرمتن‌خوار
- ماهی‌خوار
- پرنده‌خوار
- اسفنج‌خوار
- علف‌خوار
- دانه‌خوار
- شهدخوار
- گرده‌خوار
- باکتری‌خوار
- پوده‌خوار
- مارخوار

### خورنده‌های متخصص (یابنده‌ها)
- مدفوع‌خواری
- خاک‌خواری
- خون‌خوردن
- لپیدوفاژی
- موکوپاژی
- میرمکوفاژی
- استخوان‌خواری
- اوفاژی
- مارخواری
- اووفاژی
- جفت‌خواری
- ساپروفاژی
- سارکوفاژی
- تاناتوفاژی
- چوب‌خواری
- زونتانوفاژی

## جستارهای بیشتر
- همنوع‌خواری
- گیاه‌خواری (جانوران)
- همه‌چیزخوار
- انگل‌واره
- شکار
- لاشه‌خواری
- تبادل خوراک